# Staré Sedlo (okres Tachov)
Staré Sedlo (německy Altsattel, 
zastarale Alt Sattl) je obec v okrese Tachov v Plzeňském kraji. Žije zde 291 obyvatel.

## Historie
První písemná zmínka o obci pochází z roku 1115. Obec držel klášter Kladruby do roku 1434, kdy ji získali Švamberkové. V roce 1732 se stala součástí borského panství Löwensteinů.

## Obyvatelstvo
| Rok            | 1869 | 1880 | 1890 | 1900 | 1910 | 1921 | 1930 | 1950 | 1961 | 1970 | 1980 | 1991 | 2001 | 2011 | 2021 |
| -------------- | ---- | ---- | ---- | ---- | ---- | ---- | ---- | ---- | ---- | ---- | ---- | ---- | ---- | ---- | ---- |
| Počet obyvatel | 948  | 876  | 891  | 923  | 933  | 907  | 888  | 438  | 433  | 338  | 315  | 297  | 263  | 233  | 250  |
| Počet domů     | 170  | 172  | 175  | 180  | 175  | 173  | 175  | 137  | 97   | 77   | 77   | 86   | 91   | 95   | 103  |

## Obecní správa

### Části obce
- Darmyšl
- Racov
- Staré Sedlo

### Obecní symboly
Znak a vlajka byly obci uděleny rozhodnutím předsedy Poslanecké sněmovny Parlamentu České republiky dne 27. května 2008.

## Pamětihodnosti
- Kostel Nanebevzetí Panny Marie z období kolem roku 1300 s později přistavěnou švamberskou pohřební kaplí svaté Kateřiny
- Socha svatého Jana Nepomuckého na mostě z první poloviny 18. století